# 北京国家体育場
北京国家体育場（ペキンこっかたいいくじょう、簡体字：北京国家体育场；拼音: Běijīng guójiā tǐyùchǎng）は、中華人民共和国の首都・北京の陸上競技場、および中国最大級のスタジアム。2008年北京オリンピックおよび2022年北京オリンピックのメインスタジアムでもある。日本では国家スタジアムとも表記される。愛称は鳥の巣（中国語: 鸟巢）。

## 概要

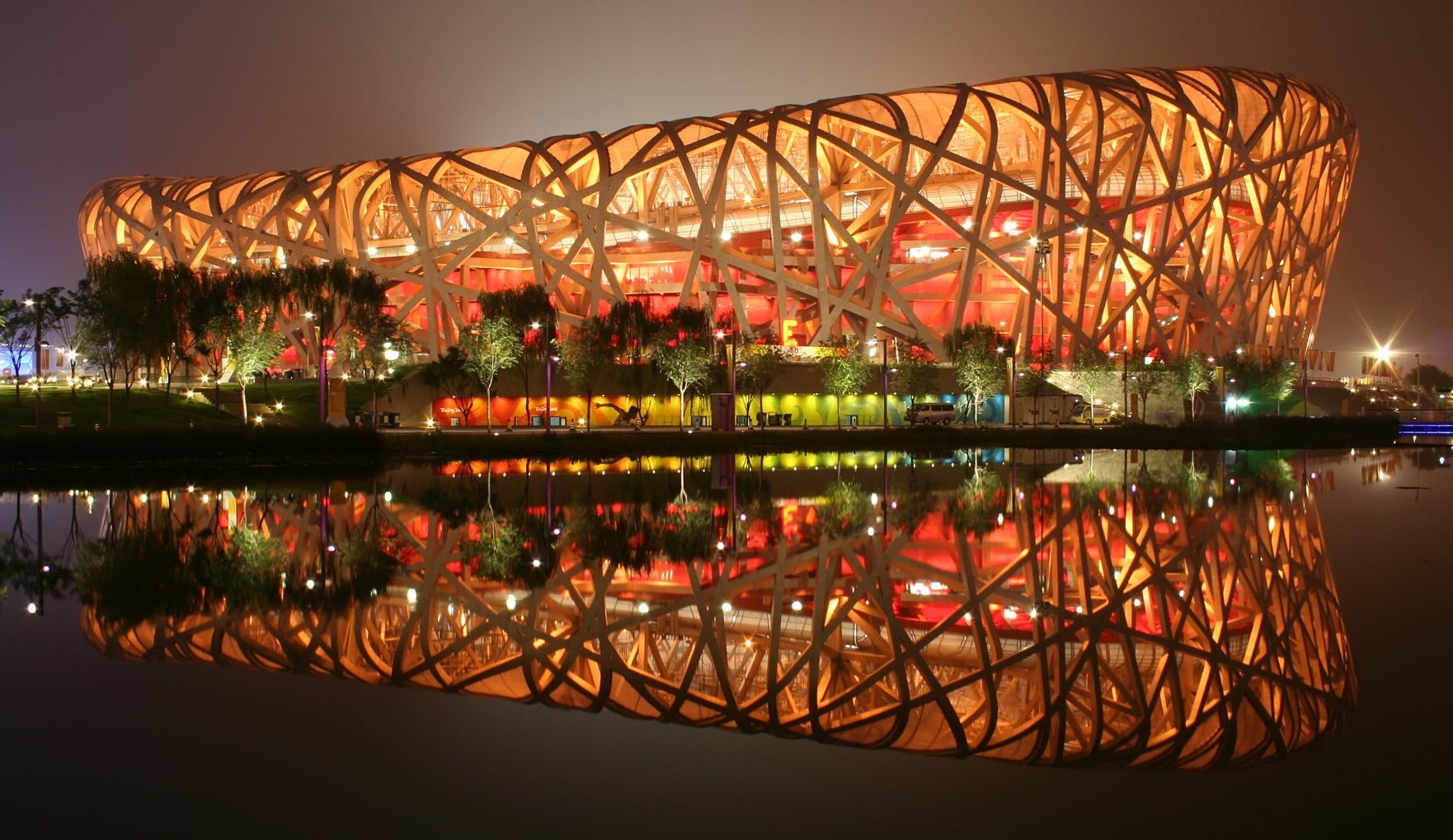
北京国家体育場の夜景。

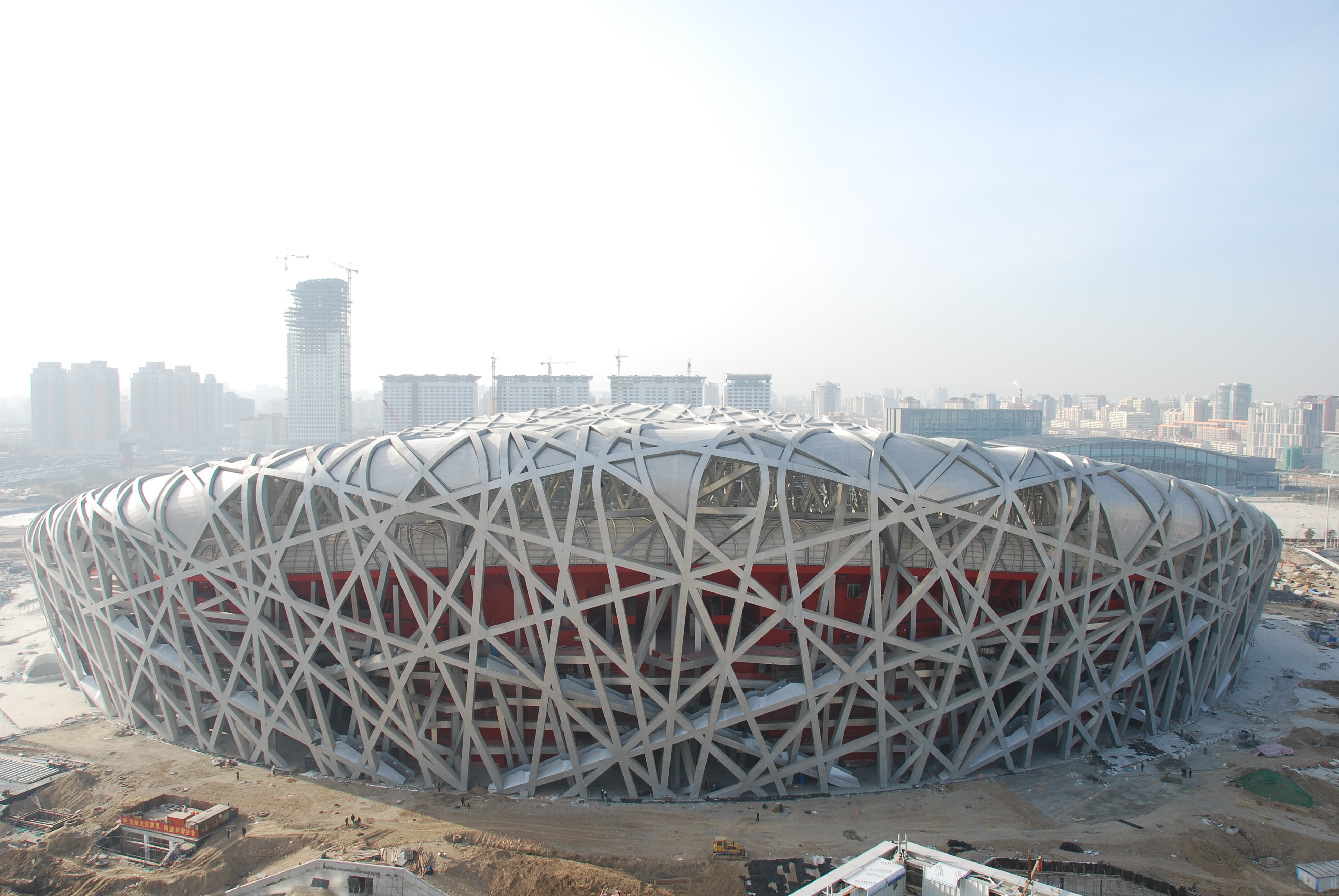
工事中の北京国家体育場。

2002年、中国政府が開催した国際建築設計競技でスイスの建築家ユニットであるヘルツォーク&ド・ムーロンの手により構造設計でアラップ社が、中国側は主任設計者として中国建築設計研究院の李興鋼、芸術顧問として中国の現代美術家の艾未未（アイ・ウェイウェイ）が協力した案が採用された。その独特の形状から愛称は「鳥の巣（鸟巢・Bird's Nest）」である。大きさは330m×220mで、高さは69.2mもある。総工費は35億元。
オリンピック開催に向けて当時の最大収容人数は91,000人となり、大会の終了後は8万人席にまで改修された。
2003年12月24日に鍬入れ式を行い、2004年3月に本格的に着工した。途中、2004年5月に同様の構造のシャルル・ド・ゴール国際空港第2ターミナルビルの屋根崩落事故が起こったこと、および予算の関係などから再設計が行われたものの、2008年3月に完成した。
北京市内北部のオリンピック公園内に設けられ、隣接して北京国家水泳センターや北京国家体育館なども建設されている。2007年中の完成予定であったが延期し、2008年4月にまでずれ込んだ。北京オリンピックでは、開会式や陸上競技、サッカー男子決勝、閉会式が使用された。
閉会後には2009年と2011年、2012年にスーペルコッパ・イタリアーナにも使用、2009年にはレース・オブ・チャンピオンズ、2012年以降は陸川総監督によるスーパーショー『鳥巣・吸引』、2015年世界陸上競技選手権大会の会場にもなった。その他馬術のロンジン北京国際馬術マスターズも開催されているほか、スノーボードのビッグエアも開催された実績もある。冬季シーズンには、スノーパークも開設されている。

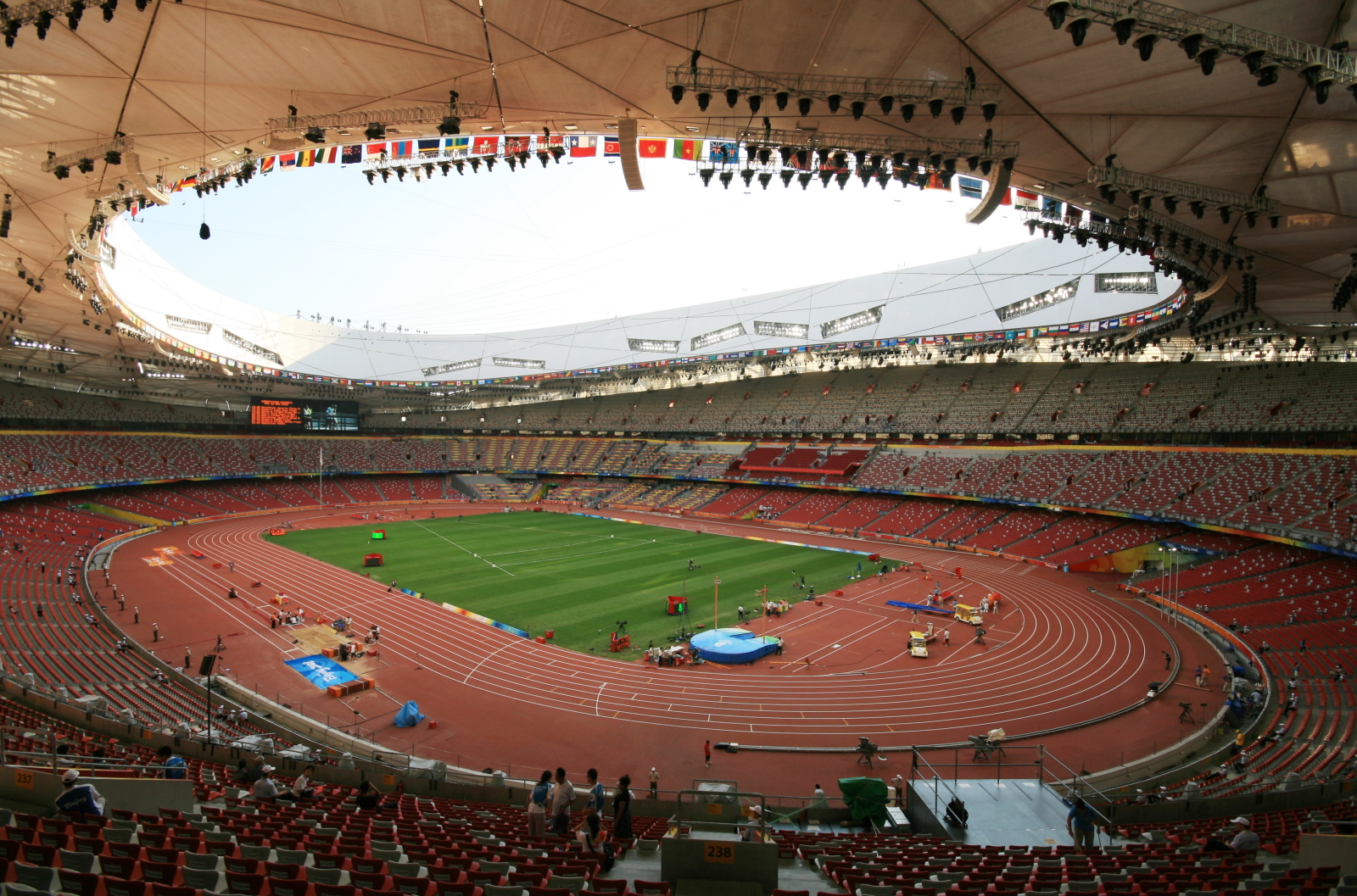
スタジアム内部。

コンサートとしての実績では2009年にジャッキー・チェン、同一首歌公開収録、2011年にロックレコード30周年コンサート、三国演義－中日韓風雲音楽祭、2012年には王力宏と五月天、2018年には华晨宇が個人ライブを開催した。さらに中国北京鳥巣夏季音楽会、2009年にはオペラ『アイーダ』が上演された。中国以外の芸能関係では、2013年10月、韓国のSMエンタテインメントによる「SMTOWN LIVE WORLD TOUR III」のコンサートが初めてとなった。2015年には『中国好声音』決戦大会が、2017年にはLeague of Legends世界選手権優勝戦（SKT VS SSG）が開催された。
2020年には日本の男性グループの嵐がコンサートを開催する予定だったが、新型コロナウイルス感染症流行の影響で中止になった。
2021年6月28日には、中国共産党成立100周年文芸演出「伟大征程」が開催された。
2022年北京オリンピックでは、2008年夏季オリンピックと同様に開・閉会式会場として利用された。

## ギャラリー

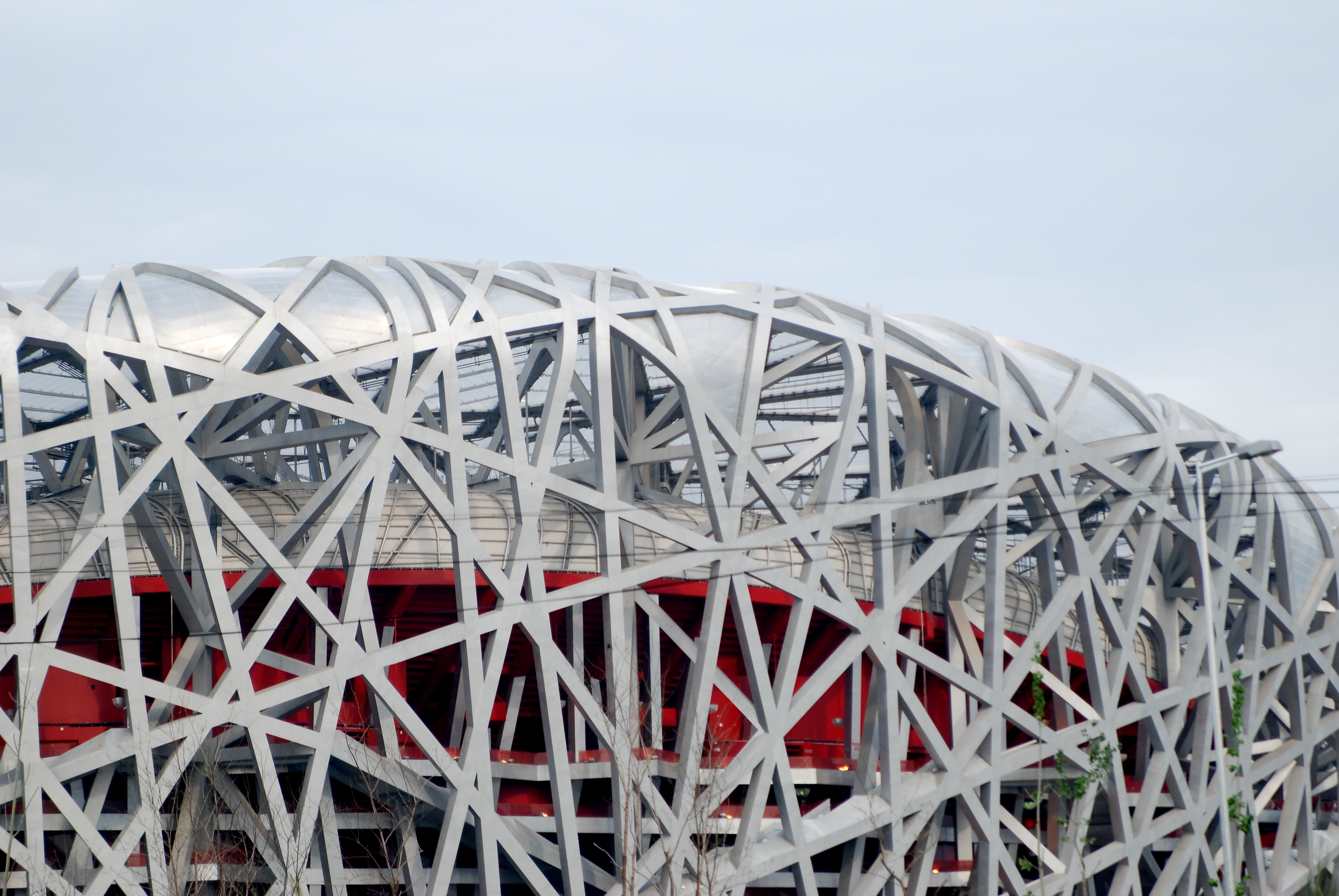
スタジアム外郭の細部。
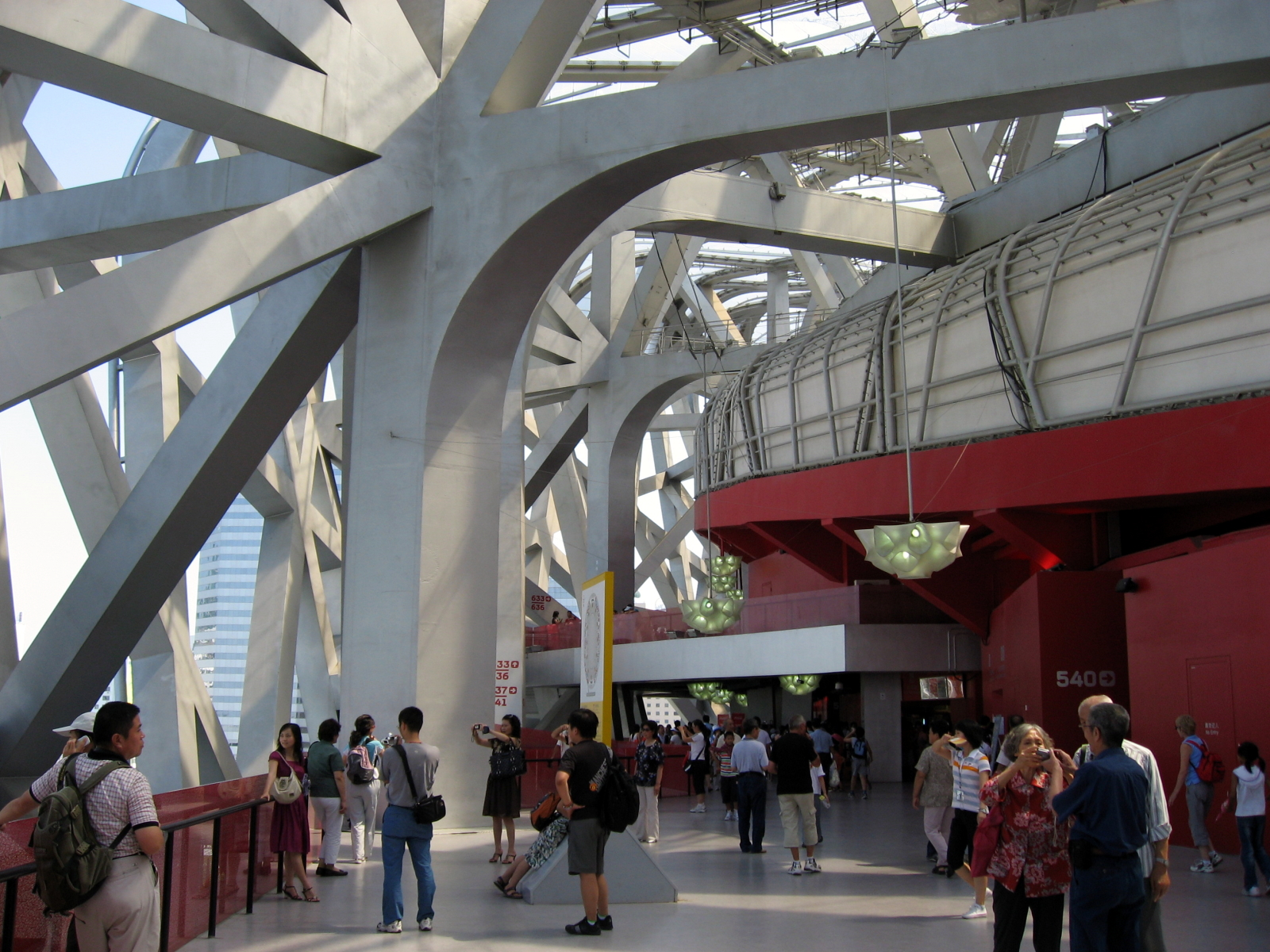
スタジアム内部の通路。
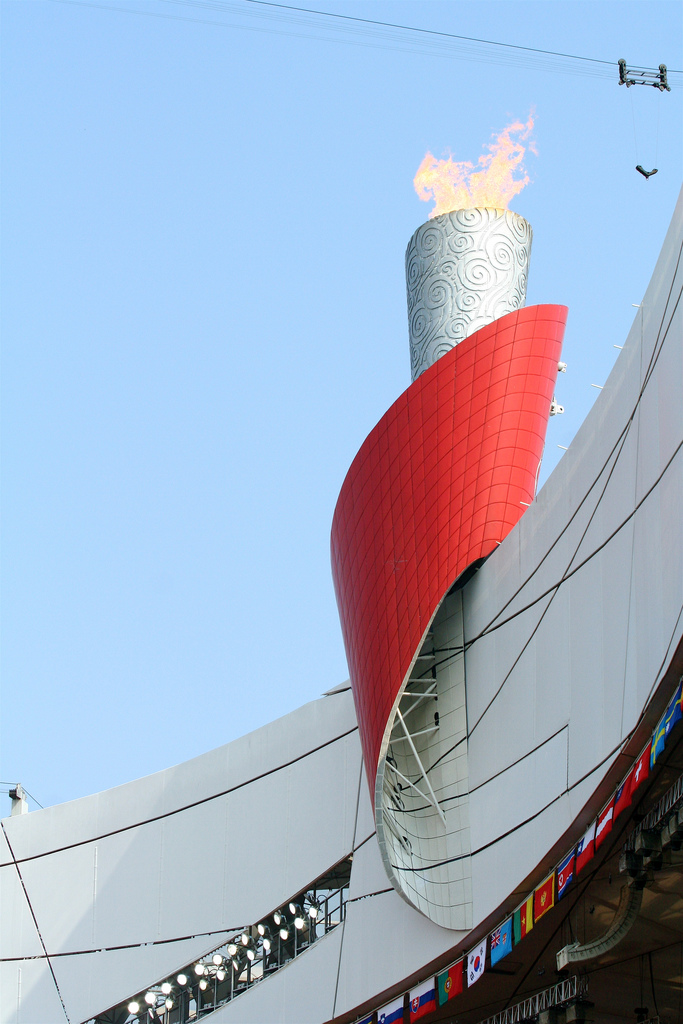
スタジアム内部の聖火台。
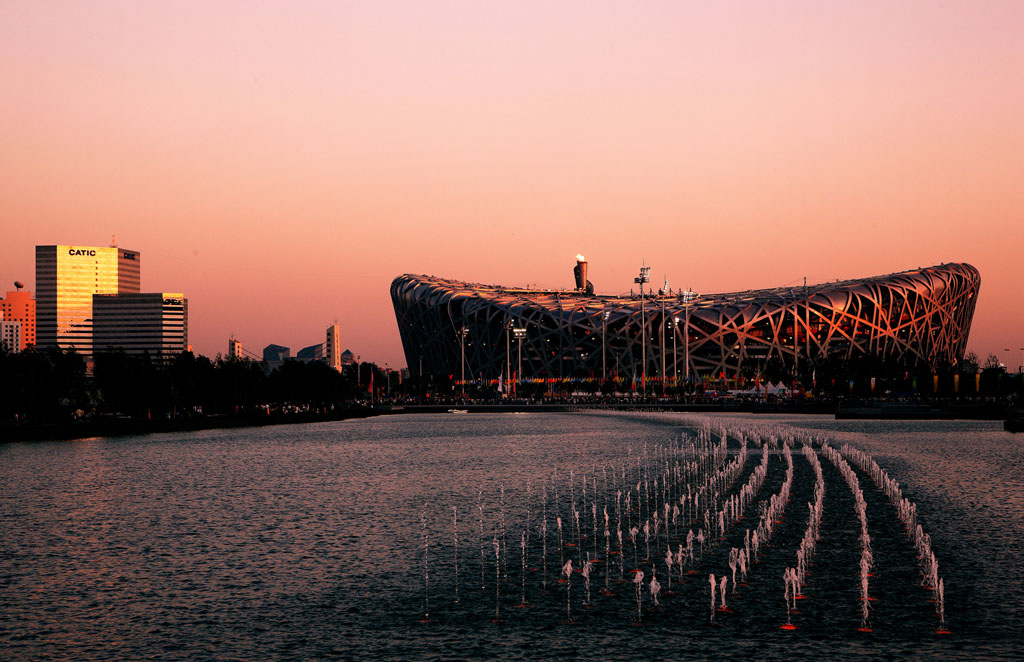
夕景。
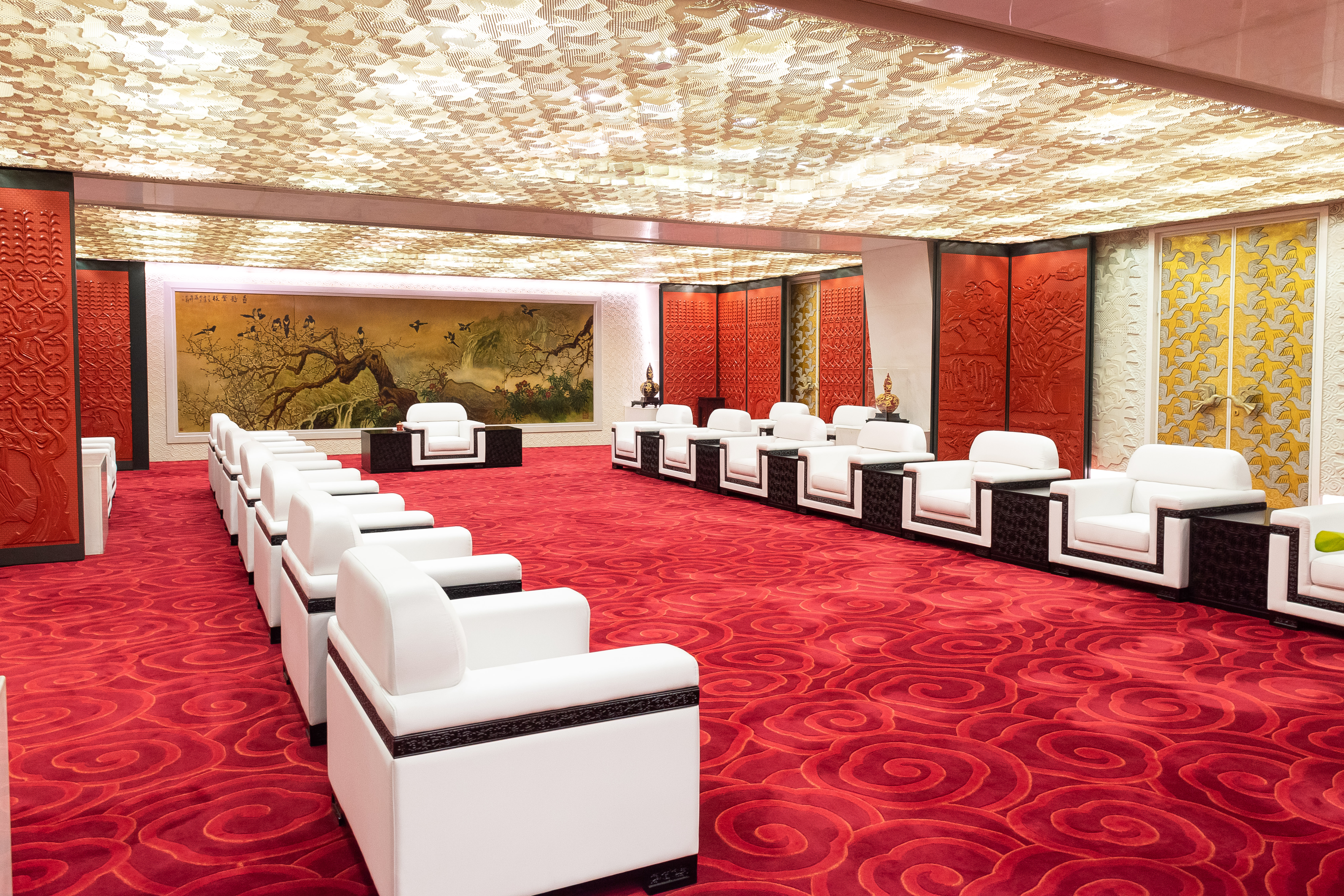
金ホール
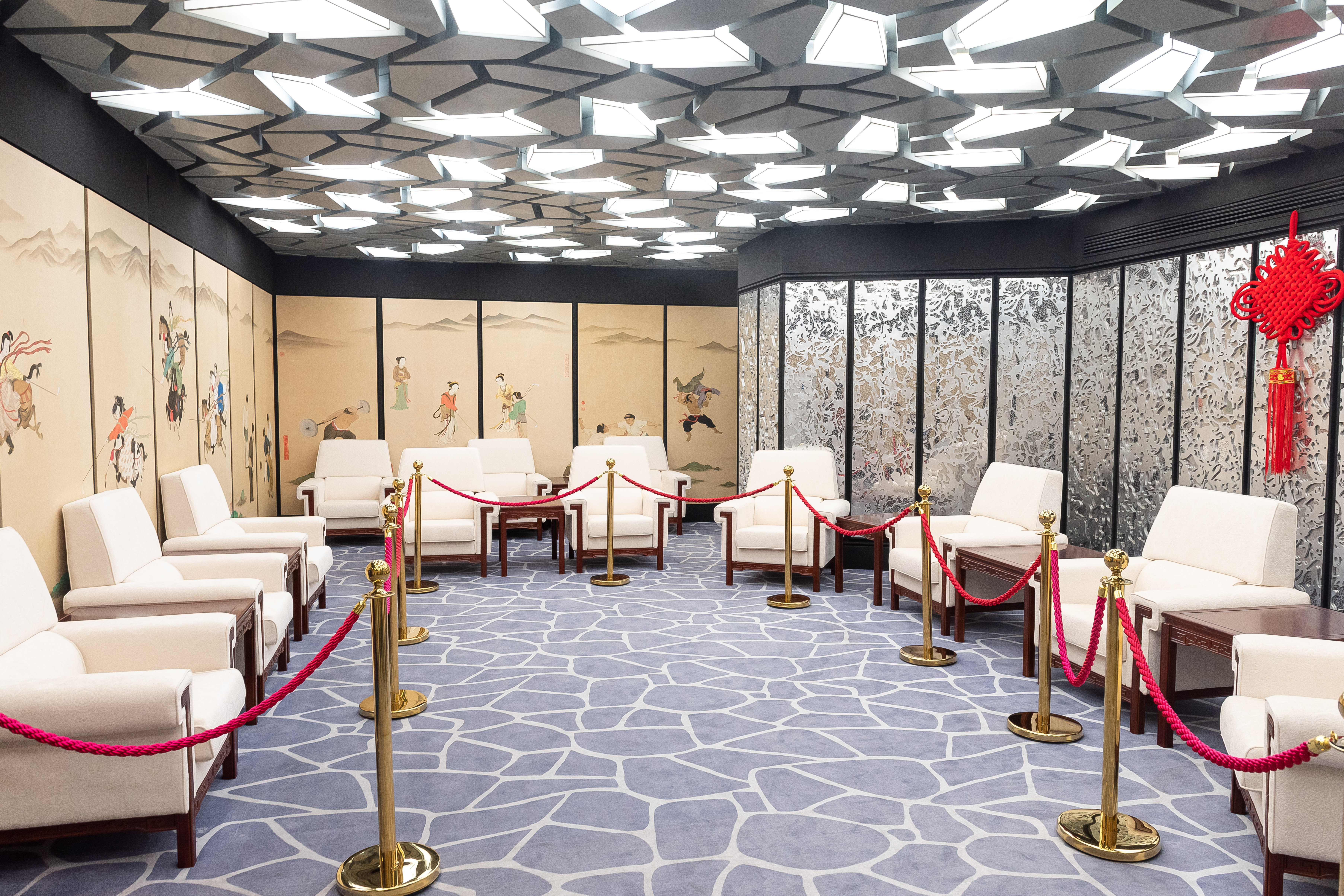
銀ホール